# Chamaelimnas briola
Chamaelimnas briola är en fjärilsart som beskrevs av Bates 1868. Chamaelimnas briola ingår i släktet Chamaelimnas och familjen Riodinidae. Inga underarter finns listade i Catalogue of Life.

## Bildgalleri

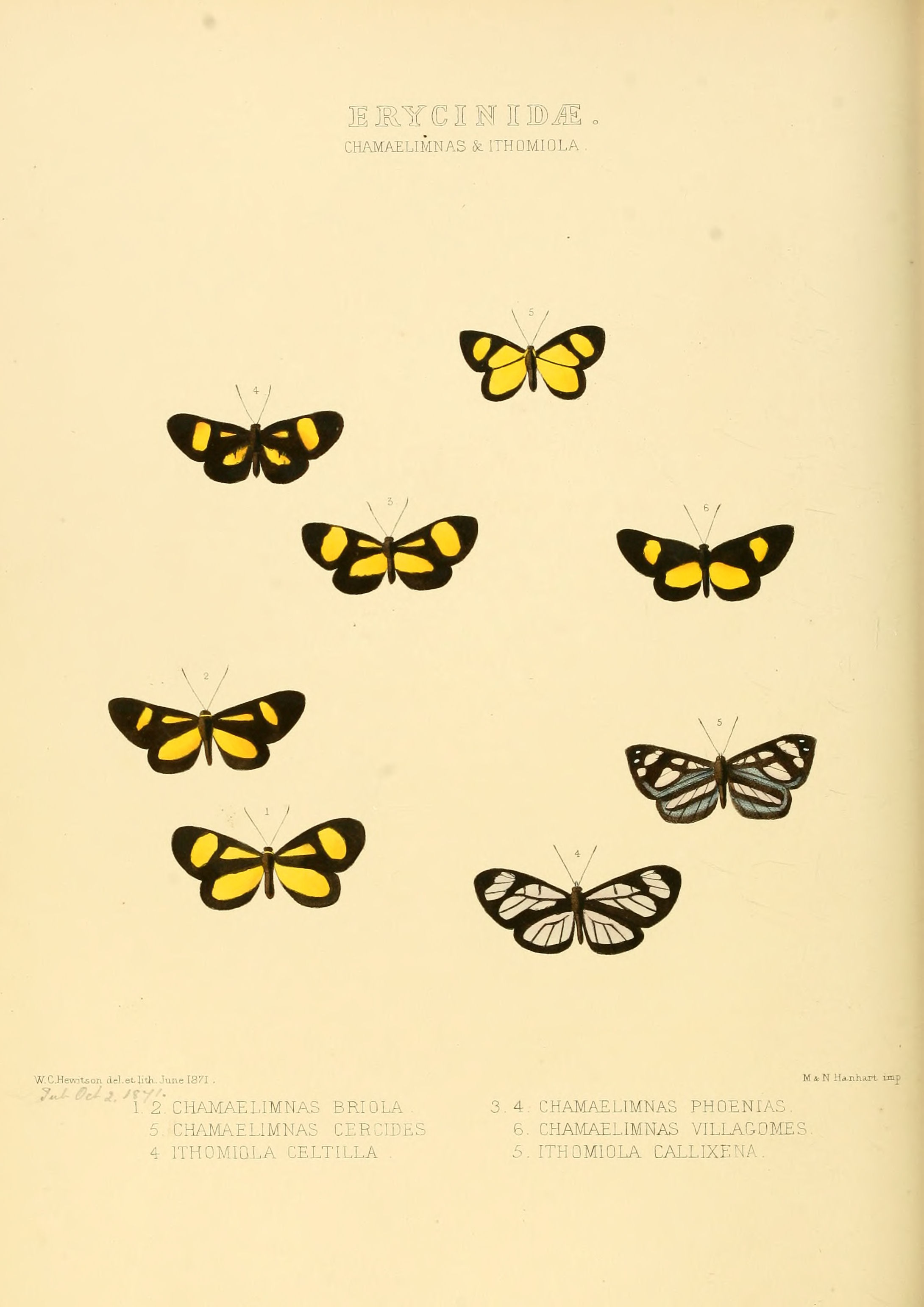